# Таччи Порчелли, Джованни
Джованни Таччи Порчелли (итал. Giovanni Tacci Porcelli; 12 ноября 1863, Мольяно, Папская область — 30 июня 1928, Рим, королевство Италия) —  итальянский куриальный кардинал и папский дипломат. Епископ Читта-делла-Пьеве с 18 марта 1895 по 10 марта 1905. Титулярный архиепископ Никеи с 10 марта 1905 по 13 июня 1921. Апостольский делегат в Константинополе для католиков восточного обряда и патриарший викарий для католиков латинского обряда с 19 декабря 1904 по 31 декабря 1907. Апостольский нунций в Бельгии с 31 декабря 1907 по 18 марта 1911. Апостольский интернунций в Нидерландах с 18 марта 1911 по 8 декабря 1916. Префект Дома Его Святейшества с 8 декабря 1916 по 30 октября 1918. Префект Апостольского дворца с 30 октября 1918 по 13 июня 1921. Секретарь Священной Конгрегации по делам Восточной Церкви с 8 августа 1922 по 29 января 1927. Кардинал-священник с 13 июня 1921, с титулом церкви Санта-Мария-ин-Трастевере с 16 июня 1921.